# Olof Fredsberg

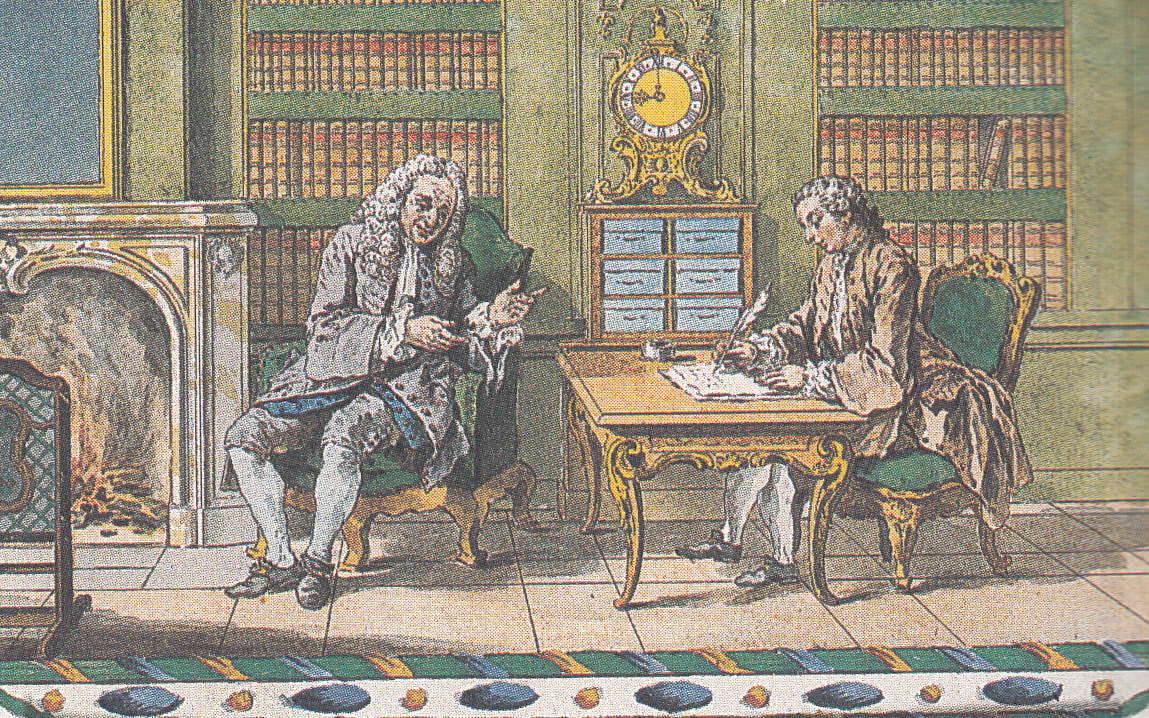
Bokillustration till Den gamle (Carl Gustaf Tessin) och hans sekreterare målat på Åkerö slott av Olof Fredsberg, 1763.

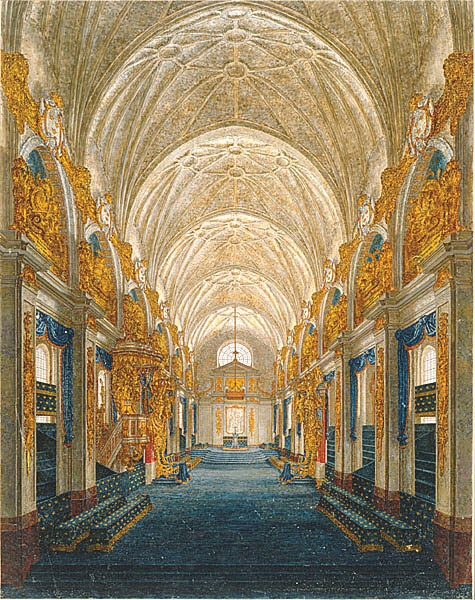
Dekorationerna i Storkyrkan vid Gustav III:s kröning 29 maj 1771, dekorationsmålning av Olof Fridsberg. Nationalmuseum, Stockholm.

Olof Fredsberg, även Fridsberg och Frizberg, född 1725 i Falun, död 24 maj 1795 i Stockholm, var en svensk målare och dekoratör.

## Liv och verk
Olof Fredsberg är bäst känd för sina arbeten på Carl Gustaf Tessins Åkerö. På Åkerö slott utförde han bland annat väggmålningarna i stora salen. Fredsberg illustrerade Carl Gustaf Tessins fabelböcker. Efter Tessins död 1770 arbetade Fredsberg för hovet. Han var från 1791 lärare i teckning på Konstakademien.
Det finns inte några säkra kända uppgifter om Fredsbergs ungdomsår, men det är troligt att han utbildade sig inom hantverks- och allmogemåleriet. Han bodde 1756–1770 på Carl Gustaf Tessins slott Åkerö i Södermanland där han var verksam som Tessins hovkonstnär. Han var konstnärlig medhjälpare för Tessin och sysselsattes med dekorativa uppgifter, illustrering av litterära arbeten, kopiering och restaurering av tavlor. För Tessin dekorerade han stora salen på Åkerö med landskap efter Claude Lorrain och kopierade och renoverade målningar i  Tessins omfattande konstsamling samt illustreringen av Tessins på franska och svenska utgivna fabelsamling i fyra band, Figures de fables avec leur explication. Tessin uppskattade Fredsberg så högt att han kallade honom min Raphael och beskrev honom i sin dagbok som en stilla , gudfruktig, stadig, flitig, ärlig och from man.
Efter Tessins död 1770 kom han i tjänst för kronprins Gustav, först som dekoratör av rummen på Ekolsunds slott. Han utnämndes till konglig hovmålare 1772 med en lön från Gustav III:s egen handkassa. Han blev agré vid Konstakademien 1774 och lärare i figurteckning vid principskolan 1779 samt ledamot av akademien 1791.
Bland hans mer kända arbeten märks dekorationerna vid Adolf Fredriks begravningsprocession 1771 och Gustav III:s kröning samma år samt en akvarell föreställande Tessin.
Han kan betecknas som Carl Petter Hilleströms omedelbara föregångare i den svenska konsthistorien. Fredsberg finns representerad vid bland annat Nationalmuseum i Stockholm.

## AkvarellenGrevinnans kabinett

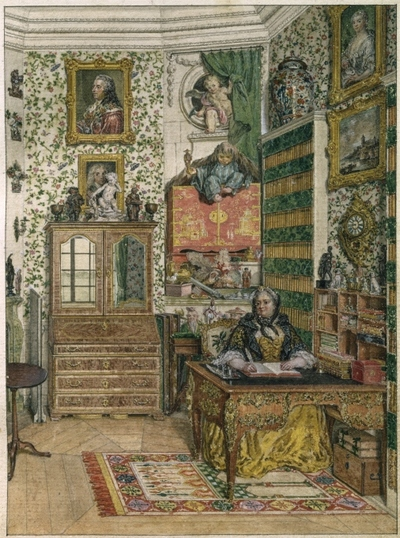
Grevinnan Ulla Tessin i sitt kabinett på Åkerö slott, akvarell från 1762 av konstnären och dekoratören Olof Fridsberg. Nationalmuseum, Stockholm.

Olof Fredsbergs akvarellmålning, Grevinnans kabinett (ca 1762–1763), av grevinnan Ulla Tessin, född Sparre, som sitter i sitt kabinett på Åkerö har blivit en av Fredsbergs mest reproducerade målningar.
Ulla Tessins make Carl Gustaf Tessin var en stor konstkännare. Han var också en stor konstsamlare och under sin tid som minister i Paris köpte han mängder med förnämlig fransk 1700-talskonst, som nu finns på Nationalmuseum. Även målningen Grevinnans kabinett finns där. Grevinnan Ulla Sparre sitter i sitt kabinett på Åkerö i Sörmland. Den lilla akvarellen ger detaljerad information om ett välbärgat och konstintresserat svenskt herrgårdshem i början av 1760-talet. Hon är här omgiven av föremål av alla de slag – statyetter, personliga minnessaker, böcker, allehanda kineserier samt en rad målningar och släktporträtt – och uppe till vänster hänger till exempel Gustaf Lundbergs pastellporträtt av maken Carl Gustaf Tessin.
På Tessins Åkerö blandades internationellt och svenskt, det högtidliga och det vardagliga. Rummen var inredda med fransk taft, italiensk moaré och kinesiska papperstapeter, men möblerna stod ofta överdragna med rutig, svensk lärft. I grevinnans rikt utstyrda kabinett fanns också en smörkärna och en spinnrock, men just dessa föremål syns inte på Fredsbergs akvarell. Konstnären valde den bästa biten av inredningen att måla. 
Ulla Tessins kabinett var inrett med rokokons nya idéer. Bakom grevinnan syns i rummet ett hörnskåp, som Tessins var så stolta över. Skåpet är målat med illusionistiskt målade bilder med Trompe l'œil-effekt, bilder av ett kinesiskt lackskåp, en sittande figur och en krönande putto, som drar undan ett draperi - Fredsberg hade också målat det verkliga skåpet, han var ju även dekorationsmålare. Överst har man således, i trompe l'œil-maner, målat en amorin som skälmskt tittar fram från ett sidendraperi och därunder sitter en liten kinaman på ett rödlackerat skåp med guldpagoder. Därunder finns en hylla med solfjäder, musslor och koraller och underst två kinesiska porslinsfigurer. Det franska skrivbordet är av cederträ, med svartläder på bordsskivan, är rikt dekorerat med bronsornament och det är så typiskt för den franska rokokon. Den förgyllda skrivbordsstolen är också fransk liksom den förgyllda bronspendylen i böljande rokoko. Under grevinnans skrivbord ligger en turkisk matta, som är en märkvärdighet, för under den här tiden var det ytterst ovanligt med mattor och om man ägde en matta kunde det hända att den togs med från rum till rum för att kunna ge skydd åt golvdraget. Uppenbarligen förekom orientaliska mattor på svenska herrgårdsgolv redan på 1700-talet. I rummet är väggarna moderiktigt klädda med kinesiskt siden. Sidenet är bemålat med blommor och blad i rosarött och grönt. Det stora skrivskåpet har rokokobeslag och spegelglas. Det är sannolikt engelskt. Troligen är även det lilla runda fällbordet av mahogny också engelskt. Fällborden var en omtyckt nymodighet. De var omtyckta för att de lätt kunde flyttas runt och användas för tedrickning och kortspel. Man bröt med det gamla stela möbleringsmönstret med rokokon.